# Correría
En el ámbito militar, una correría o excursión es una entrada hostil en país enemigo con gente armada talando y saqueando, imponiendo contribuciones y daños más o menos considerables, a semejanza de una cabalgada. 
No se debe confundir con invasión ya que aquella es una incursión rápida, corta y atrevida ejecutada generalmente por partidarios o guerrillas. Por consiguiente, es de escasa consideración pues todo se reduce a sorpresas y escaramuzas. La segunda es una operación combinada metódica estratégica y que por lo común, practica un ejército o cuerpo de tropas considerable. 